# Osteospermum pyrifolium
Osteospermum pyrifolium là một loài thực vật có hoa trong họ Cúc. Loài này được Norl. mô tả khoa học đầu tiên.